# 제2차 메세니아 전쟁
제2차 메세니아 전쟁(Second Messenian War, 기원전 685년 - 기원전 668년)은 스파르타에 의해 노예로 전락한 메세니아 인의 반란이다. 반란 주모자의 이름을 따서 ‘아리스토메네스 전쟁’이라고 하기도 한다.

## 배경
기원전 724년에 끝난 제1차 메세니아 전쟁은 스파르타의 승리로 끝나고 메세니아 인은 노예 계층인 헤일로타이로 전락하였다. 이 힘든 처지에 참다못한 메세니아 인들은 기원전 685년에 아르고스의 지원을 받아 스파르타에 대해 반란을 일으켰다.

## 경과
기원전 685년, 반란이 일어난 해에 최초의 회전인 데레스 전투가 발발했다. 이 전투는 무승부로 끝났지만, 이 전투에서 분전한 메세니아 왕족의 후예의 아리스토메네스가 사람들에 의해 왕으로 뽑혔다.
그러나 그는 그것을 거부하고 전권을 가진 장군으로 전쟁을 지휘했다. 이듬해 저총 전투에서 메세니아 군은 스파르타 군에게 승리를 거두었다. 이어 아리스토메네스는 스파르타 시 근교로 진격했고, 스파르타의 왕 아낙산드로스는 매복 공격을 했지만 도리어 깨지고 말았다.
전쟁이 시작되고 3년이 지속되자 스파르타는 메세니아를 지원했던 아카디아의 왕 아리스토크라테스 2세를 매수했다. 이어 그레이트포스 전투에서 스파르타 군의 공격과 함께 아카디아 군은 퇴각하고 메세니아 군은 많은 지도자를 잃고 참패를 당했다.
이 전투를 전환점으로 전황은 스파르타에게 유리하게 진행되었다. 메세니아 측은 수비를 굳건히 하기 위해 에이라 산으로 퇴각하였고, 아리스토메네스는 스스로 군대를 이끌고 유격전을 전개하였다. 그동안 아리스토메네스는 적에게 잡혀 있었지만, 탈출해서 에이라 산으로 돌아왔다. 메세니아 군은 10년간 에이라를 유지했지만, 스파르타 군의 공격을 받아 결국 함락되었고, 메세니아 인 일부는 아카디아로 대피했다. 이렇게 전쟁은 스파르타의 승리로 끝났다.

## 결과
다시 전쟁에서 패하게 된 메세니아 인들은 다시 스파르타에 속박되었다. 그러나 일부는 시칠리아로 무사히 달아나 메시나를 건설했고, 또한 아리스토메네스는 로도스로 가서 거기서 영웅으로 존경받고 죽었다.
한편 스파르타는 이 반란 사건으로 예속민에 대한 위기감을 느꼈고, 국민개병으로 정책을 전환했다. 원래는 뛰어난 금속 공예 기술을 가지고 있던 기술 강국 스파르타였지만, 이후는 시민의 생산 활동 참여를 금지하는 정책을 취하게 되었다.